# Kim Batten
Kim Batten (Mc Rae, 29 de março de 1969) é uma antiga atleta norte-americana que foi campeã mundial de 400 metros com barreiras. Foi detentora do recorde mundial da especialidade entre 1995 e 2003, com o tempo de 52.61 s, marca que é, ainda hoje (2012), a quarta melhor de sempre.